# David Landes
David Saul Landes (New York, 29 aprile 1924 – Haverford, 17 agosto 2013) è stato uno storico statunitense esperto di storia dell'economia.

## Biografia
David Landes nacque a New York nel 1924 in una famiglia immigrata dalla Romania nel 1904. Ha ottenuto un A.B. dal City College of New York nel 1942, una laurea in storia all'università di Harvard nel 1943, e ha svolto il servizio militare nell'esercito degli Stati Uniti durante la seconda guerra mondiale. Dopo la fine della guerra ha ottenuto un Ph.D. dall'università di Harvard nel 1953, e in seguito numerose lauree ad honorem da diverse università europee. È stato professore di storia alla Columbia University dal 1952 al 1958, poi all'Università della California - Berkeley, e dal 1964 professore di economia e di storia alla Harvard University.
Tra le sue opere: La ricchezza e la povertà delle nazioni (The Wealth and Poverty of Nations), Storia del tempo (Revolution in Time), Prometeo liberato (The Unbound Prometheus) e Dinastie (Dynasties).
Nei suoi studi si è molto occupato dell'influenza della cultura sul progresso o sulla stagnazione dell'economia e della società, e sugli effetti  economici di invenzioni come gli orologi e gli occhiali da vista.
Nel suo libro più influente, La ricchezza e la povertà delle nazioni (il cui titolo richiama The Wealth of the Nations di Adam Smith), ha sottolineato l'importanza dell'atteggiamento degli europei verso la scienza e la tecnica e dell'etica protestante del lavoro per il "miracolo economico" europeo. Le sue opere sono molto apprezzate per le analisi dettagliate della storia economica, ma hanno anche ricevuto critiche per il loro eurocentrismo. Landes tuttavia ha apertamente rivendicato questo punto di vista, sostenendo che per spiegare un miracolo economico che si verificò inizialmente soltanto in Europa si deve necessariamente compiere un'analisi eurocentrica.

## Opere
- Prometeo liberato: trasformazioni tecnologiche e sviluppo industriale nell'Europa dal 1750 ai giorni nostri (The Unbound Prometheus: Technological Change and Industrial Development in Western Europe from 1750 to the Present. Cambridge, New York: Press Syndicate of the University of Cambridge, 1969), Einaudi, Torino, 1978.
- Storia del tempo: l'orologio e la nascita del mondo moderno (Revolution in Time. Cambridge, Massachusetts: Harvard University Press, 1983), Mondadori, Milano, 1984.
- A che servono i padroni? Le alternative storiche dell'industrializzazione, Torino, Bollati Boringhieri, 1987, ISBN 978-88-3390-419-1.
- trad. E. Basaglia, Banchieri e pascià, Collana Nuova Cultura, Torino, Bollati Boringhieri, 1990, ISBN 978-88-3390-546-4.
- La favola del cavallo morto ovvero la rivoluzione industriale rivisitata, Collana Saggine, Roma, Donzelli, 1994, ISBN 978-88-7989-063-2.
- La ricchezza e la povertà delle nazioni. Perché alcune sono così ricche e altre così povere (The Wealth and Poverty of Nations: Why Some Are So Rich and Some So Poor. New York: W.W. Norton, 1998), Garzanti, Milano, 2000)
- Dinastie: fortune e sfortune delle grandi aziende famigliari (Dynasties. Fortunes and Misfortunes of the World's Great Family Businesses. Viking, 2006), Garzanti, Milano, 2007).